# 5-Hexin-3-ol
5-Hexin-3-ol ist eine organische Verbindung mit der Summenformel C6H10O. Sie gehört zu den sekundären Alkoholen mit einer zusätzlichen endständigen C≡C-Dreifachbindung.